# Sabine Bischoff
Sabine Bischoff (Tauberbischofsheim, 21 maggio 1958 – 6 marzo 2013) è stata una schermitrice tedesca, vincitrice di una medaglia d'oro nella scherma ai giochi olimpici.